# Noord-Waziristan

Noord-Waziristan in geel

Noord-Waziristan (Urdu: شمالی وزیرستان) is het noordelijke deel van Waziristan, een bergachtig gebied in Pakistan vallend onder de Federaal Bestuurde Stamgebieden.
Noord-Waziristan grenst in het zuiden aan Zuid-Waziristan. Noord-Waziristan wordt bewoond door de Wazir-stammen, Zuid-Waziristan door de Mahsuds; beide worden tot de Pathanen gerekend.
Sinds 2004 woedt er de Oorlog in Waziristan.